# Bình Giang (huyện)
Bình Giang là một huyện cũ nằm ở phía tây nam tỉnh Hải Dương, Việt Nam.

## Địa lý
Huyện Bình Giang nằm ở phía tây của tỉnh Hải Dương, có quốc lộ 5, quốc lộ 38, quốc lộ 39B chạy qua, cách thành phố Hải Dương 20 km về phía tây nam. Có diện tích tự nhiên là 104,7 km², dân số năm 2018 là 145.535 người, 4,8% dân số theo đạo Thiên Chúa, có vị trí địa lý:
- Phía đông giáp huyện Gia Lộc
- Phía tây giáp thị xã Mỹ Hào và huyện Ân Thi thuộc tỉnh Hưng Yên
- Phía nam giáp huyện Thanh Miện
- Phía bắc giáp huyện Cẩm Giàng.

Bốn mặt huyện Bình Giang đều có sông: sông Kẻ Sặt ở phía Bắc, sông Đình Hào ở phía Đông, 
sông Cửu An ở phía Tây, sông Cầu Lâm, Cầu Cốc ở phía Nam. Trong đó sông Sặt bắt nguồn từ sông Hồng, qua cống Xuân Quan, qua cầu Lực Điền, cầu của đường 39A, nối quốc lộ 5A với thành phố Hưng Yên, tiếp cận với huyện Bình Giang tại vị trí sát làng Tranh Ngoài, xã Thúc Kháng. Đến đây sông có nhánh chạy dọc theo phía Tây huyện, gọi là sông Cửu An; một nhánh chạy dọc phía Bắc huyện gọi là sông Kẻ Sặt, thông với sông Thái Bình, qua Âu Thuyền, thành phố Hải Dương.
Đây cũng là địa phương có đường cao tốc Hà Nội - Hải Phòng đi qua.

## Hành chính
Huyện Bình Giang có 16 đơn vị hành chính cấp xã trực thuộc, bao gồm thị trấn Kẻ Sặt (huyện lỵ) và 14 xã: Bình Xuyên, Cổ Bì, Hồng Khê, Hùng Thắng, Long Xuyên, Nhân Quyền, Tân Hồng, Tân Việt, Thái Dương, Thái Hòa, Thái Minh, Thúc Kháng, Vĩnh Hồng, Vĩnh Hưng.

## Lịch sử
Bình Giang là vùng đất có từ lâu đời thuộc đồng bằng châu thổ sông Hồng, do phù sa của hệ thống sông Thái Bình và sông Hồng bồi đắp. Thời nhà Đường đô hộ nước ta (từ năm 618 – 907), Bình Giang có tên là huyện Đường An (nghĩa là vùng đất bình yên) thuộc Giao Châu – phủ An Nam.
Đến cuối thế kỉ XVI, địa bàn huyện Bình Giang thuộc phủ Hồng Châu.
Năm Cảnh Hưng thứ 2 (1742), địa bàn huyện Bình Giang thuộc phủ Thượng Hồng.
Năm Minh Mạng thứ 3 (1822), vì kiêng tên húy nhà vua nên đổi tên phủ Thượng Hồng thành phủ Bình Giang.
Năm Đồng Khánh thứ 1 (1885), đổi huyện Đường An thành huyện Năng An.
Năm 1898, sau khi hoàn thành công cuộc xâm lược nước ta, thực dân Pháp bỏ cấp phủ, tri phủ đóng ở huyện nào thì trực tiếp cai trị huyện ấy, huyện Năng An đổi thành huyện Bình Giang. Huyện lỵ huyện Bình Giang ban đầu đóng ở thôn Ninh Bình thuộc xã Hoạch Trạch (xã Thái Học ngày nay), đến năm 1925 huyện lỵ dời lên thị trấn Kẻ Sặt ngày nay, đến năm 1962 lại dời về như cũ.
Ngày 1 tháng 3 năm 1977, hai huyện Bình Giang và Cẩm Giàng hợp nhất thành huyện Cẩm Bình, huyện lỵ đặt tại xã Lai Cách thuộc huyện Cẩm Giàng.
Ngày 12 tháng 2 năm 1997, Chính phủ ban hành Nghị định số 11/NĐ-CP về việc tái lập huyện Bình Giang sau 20 năm sáp nhập với huyện Cẩm Giàng thành huyện Cẩm Bình, huyện lỵ đặt tại thị trấn Kẻ Sặt như ngày nay.
Khi mới tách ra, huyện Bình Giang có thị trấn Kẻ Sặt và 17 xã: Bình Minh, Bình Xuyên, Cổ Bì, Hồng Khê, Hùng Thắng, Hưng Thịnh, Long Xuyên, Nhân Quyền, Tân Hồng, Tân Việt, Thái Dương, Thái Học, Thái Hòa, Thúc Kháng, Tráng Liệt, Vĩnh Hồng, Vĩnh Tuy.
Ngày 16 tháng 10 năm 2019, Ủy ban Thường vụ Quốc hội ban hành Nghị quyết số 788/NQ-UBTVQH14 về việc sắp xếp các đơn vị hành chính cấp huyện, cấp xã thuộc tỉnh Hải Dương giai đoạn 2019–2021 (nghị quyết có hiệu lực từ ngày 1 tháng 12 năm 2019). Theo đó:
- Sáp nhập xã Tráng Liệt vào thị trấn Kẻ Sặt
- Hợp nhất hai xã Vĩnh Tuy và Hưng Thịnh thành xã Vĩnh Hưng.

Ngày 24 tháng 10 năm 2024, Ủy ban Thường vụ Quốc hội ban hành Nghị quyết số 1250/NQ-UBTVQH15 về việc sắp xếp đơn vị hành chính cấp xã của tỉnh Hải Dương giai đoạn 2023 – 2025 (nghị quyết có hiệu lực từ ngày 1 tháng 12 năm 2024). Theo đó, thành lập xã Thái Minh trên cơ sở xã Thái Học và xã Bình Minh.
Huyện Bình Giang có 1 thị trấn và 14 xã như hiện nay.

## Danh nhân

### Các tiến sĩ thời phong kiến
1. Vũ Nghiêu Tá, Thái học sinh năm 1304
2. Vũ Hán Bi, Thái học sinh năm 1304
3. Lê Cảnh Tuân, Thái học sinh năm 1381
4. Vũ Đức Lâm, Đồng tiến sĩ xuất thân năm 1448
5. Vũ Hữu, Hoàng giáp năm 1463
6. Vũ Ứng Khang, Hoàng giáp năm 1472
7. Vũ Quỳnh, Hoàng giáp năm 1478
8. Vũ Đôn, Hoàng giáp năm 1487
9. Vũ Thuận Trinh, Hoàng giáp năm 1499
10. Vũ Cán, Hoàng giáp năm 1502
11. Lê Nại, Trạng nguyên năm 1505
12. Lê Tư, Hoàng giáp năm 1511
13. Vũ Lân Chỉ, Đồng tiến sĩ xuất thân năm 1520
14. Lê Quang Bí, Hoàng giáp năm 1526
15. Nhữ Mậu Tô, Đồng tiến sĩ xuất thân năm 1526
16. Vũ Tĩnh, Đồng tiến sĩ xuất thân năm 1562
17. Vũ Đường, Đồng tiến sĩ xuất thân năm 1565
18. Vũ Bạt Tụy, Hoàng giáp năm 1634
19. Vũ Lương, Đồng tiến sĩ xuất thân năm 1643
20. Vũ Trác Oánh, Đồng tiến sĩ xuất thân năm 1656
21. Vũ Đăng Long, Đồng tiến sĩ xuất thân năm 1656
22. Vũ Công Lượng, Đồng tiến sĩ xuất thân năm 1656
23. Vũ Cầu Hối, Đồng tiến sĩ xuất thân năm 1659
24. Vũ Bật Hài, Đồng tiến sĩ xuất thân năm 1659
25. Vũ Công Đạo, Đồng tiến sĩ xuất thân năm 1659
26. Lê Công Triều, Đồng tiến sĩ xuất thân năm 1659
27. Vũ Duy Đoán, Đồng tiến sĩ xuất thân năm 1664
28. Vũ Công Bình, Đồng tiến sĩ xuất thân năm 1664
29. Vũ Đình Lâm, Hoàng giáp năm 1670
30. Vũ Duy Khuông, Đồng tiến sĩ xuất thân năm 1670
31. Vũ Đình Thiều, Đồng tiến sĩ xuất thân năm 1680
32. Vũ Trọng Trình, đồng tiến sĩ xuất thân năm 1685
33. Nguyễn Tường Thịnh, Đồng tiến sĩ xuất thân năm 1703
34. Vũ Đình Ân, Đồng tiến sĩ xuất thân năm 1712
35. Vũ Phương Đề, Đồng tiến sĩ xuất thân năm 1736
36. Vũ Huy Đỉnh, Đồng tiến sĩ xuất thân năm 1754

### Thời hiện đại
- Cố nhạc sĩ Đỗ Nhuận, người làng Hoạch Trạch, xã Thái Học
- Nhạc sĩ Phạm Tuyên, người làng Lương Ngọc, xã Thúc Kháng

## Di tích
1. Đền bà Chúa Me thờ Thái phi Vũ Thị Ngọc Nguyên (chữ Hán: 太妃武氏玉源, 21 tháng 3 năm 1689 - 8 tháng 11 năm 1751), còn có tên là Vũ Thị Ngọc Quyến hay Vũ Thị Ngọc Mị, tục gọi là Bà chúa Me, là vương phi của chúa chúa Trịnh Cương, sinh mẫu của hai vị chúa Trịnh Giang và Trịnh Doanh trong lịch sử Việt Nam.
2. Đình làng Tranh Tại Xã Thúc Kháng
Đình hai làng Tranh thờ chung một Thành hoàng, thần phả còn đã dịch ra chữ quốc ngữ. Tóm tắt như sau: Xưa có Lý Khôi người đất Kinh Bắc, lấy bà Nguyễn Thị Hạnh người làng Tranh. 50 tuổi bà mới sinh một bọc ba con trai, đều đặt tên là Long, song chỉ nuôi được con thứ 3 là Long Công Tam. Bà Hạnh mất, Lý Khôi đem con là Long Công Tam về làng Tranh dạy học, rồi tục huyền với bà Phạm Thị Hằng, sinh một con trai đặt tên là Khang Công. Lớn lên hai anh em Long Công và Khang Công học văn, luyện võ đều giỏi. Cha mẹ mất, nước lại có loạn 12 sứ quân (966-968), hai anh em tổ chức hương binh, giữ cho làng làm ăn yên ổn. Đinh Bộ Lĩnh triệu hai ông đến gặp và phong cho làm tướng đi dẹp sứ quân Kiều Công Hãn và Ngô Nhật Khánh. Hai ông hoàn thành nhiệm vụ, vua Đinh phong cho hai ông làm Thành hoàng làng Tranh. Làng Tranh thờ cả hai anh Long Công Tam mất sớm nữa, nên làng Tranh thờ 4 Thành hoàng. Hai anh Long Công Tam là Long Công Nhất và Long Công Nhị.

## Kinh tế
Bình Giang là một huyện chủ yếu là công nghiệp, đang phát triển mạnh dịch vụ, thương mại.
Năm 2006 tổng GDP huyện đạt 1.200 tỷ đồng, trong đó: nông nghiệp (8,06%), công nghiệp (60,88%), tiểu thủ công nghiệp, xây dựng; thương mại dịch vụ (31,06%).

## Văn hóa
Tại xã Hồng Khê, phía nam của huyện Bình Giang có làng cổ Trinh Nữ, là một trong những ngôi làng cổ cùng hình thành với làng Mộ Trạch. (Theo "Làng Cổ Việt" của Vũ Khiêu???) Theo sử sách ghi lại làng có 36 người đỗ tiến sĩ.

## Làng nghề
Bình Giang có nhiều làng nghề truyền thống xưa và làng nghề mới như:
- Làng nghề mộc, sơ chế gỗ Phương Độ (Vĩnh Hưng)
- Làng nghề cơ khí Tráng Liệt (Kẻ Sặt)
- Làm chổi chít đót Lý Đỏ (Tân Việt)
- Nghề xay xát, hàng xáo ở Long Xuyên
- Nghề buôn, giao hàng tạp hoá Bùi Xá (Nhân Quyền)
- Làng nghề vàng bạc Châu Khê (Thúc Kháng)
- Làng nghề mộc Thượng Khuông (Vĩnh Hưng)
- Làng nghề vàng bạc Lương Ngọc (Thúc Kháng)
- Làm lược tre, lược bí làng Vạc (Thái Minh)
- Nghề mộc Trại Như (xã Bình Xuyên)
- Làng nghề cơ khí, dịch vụ Kẻ Sặt (Kẻ Sặt)
- Làng nghề mộc Ngọc Mai (Vĩnh Hưng)
- Nghề làm gốm làng Cậy (Long Xuyên)
- Cây lương thực ngắn ngày, chăn nuôi lợn, gia cầm...